# 브란 벤디게이드

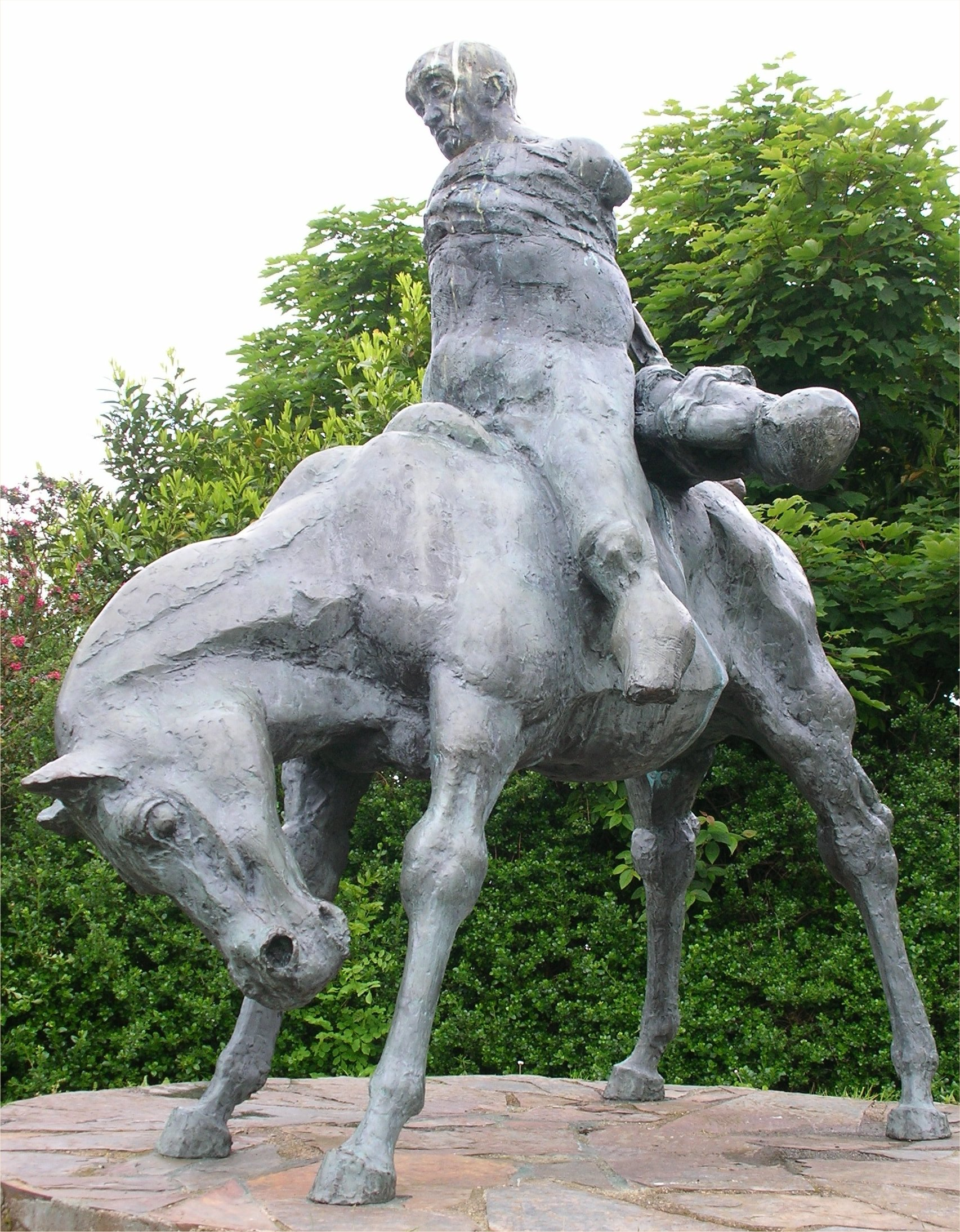
할렉성 근교의 《두 사람의 왕》 청동상(1984년 작품). 브란이 조카 구에른의 시신을 옮기는 장면을 묘사한 것이다.

브란 벤디게이드(웨일스어: Brân Fendigeid [braːn ven'digeid]) 또는 벤디게이드브란 밥 리르(웨일스어: Bendigeidfran fab Llŷr)는 웨일스 신화에 등장하는 거인이며 브리튼인의 신화적 왕이다. 〈브리튼의 삼인조〉에도 중요하게 등장하나, 가장 중요하게 등장하는 것은 마비노기의 네 가지 중 두번째 가지인 〈리르의 딸 브란웬〉이다. 브란은 리르 렌댜이스와 페나르딘 사이에 태어난 아들이며, 브란웬, 마나워단의 동부형제, 니시엔, 에브니시엔의 이부형제이다. "브란 벤디게이드" 또는 "벤디게이드브란"이란 해석하면 "축복받은 자 브란"이라는 뜻이며, "브란"은 웨일스어로 큰까마귀를 의미한다.